# Championnat du monde d'endurance moto 2018-2019
 (mai 2020).
- Pays accueillant le Championnat du monde d'endurance moto 2018-2019

Navigation
Édition précédente Édition suivante
La saison 2018 - 2019 du Championnat du monde d'endurance moto est la 40e édition de cette compétition. Elle se déroule du 15 septembre au 28 juillet 2019.

## Calendrier
| Localisation des courses |
| ------------------------ |
| \| 1 2 3 4 5 \|          |
| 1 2 3 4 5                |

## Courses
| N° | Date            | Course                    | Circuit                                            | Team vainqueur                 | Pilotes vainqueurs                           |
| -- | --------------- | ------------------------- | -------------------------------------------------- | ------------------------------ | -------------------------------------------- |
| 1  | 15-16 septembre | Bol d'or                  | Circuit Paul-Ricard, Le Castellet                  | F.C.C. TSR HONDA FRANCE        | Freddy Foray Joshua Hook Mike Di Meglio      |
| 2  | 20-21 avril     | 24 Heures Moto            | Circuit Bugatti, Le Mans                           | SRC KAWASAKI                   | Jeremy Guarnoni David Checa Erwan Nigon      |
| 3  | 11 mai          | 8 Heures du Slovakia Ring | Slovakia Ring, Orechová Potôň                      | YART - YAMAHA                  | Broc Parkes Marvin Fritz Niccolò Canepa      |
| 4  | 8 juin          | 8 Heures d'Oschersleben   | Motorsport Arena Oschersleben, Oschersleben (Bode) | F.C.C. TSR HONDA FRANCE        | Freddy Foray Joshua Hook Mike Di Meglio      |
| 5  | 28 juillet      | 8 Heures de Suzuka        | Circuit de Suzuka, Suzuka                          | Kawasaki Racing Team Suzuka 8H | Leon Haslam Toprak Razgatlioglu Jonathan Rea |

## Classement

### FIM EWC - Teams Ranking
| Pos. | Team                         | BOL | LMS | SVK | OSC | SUZ  | Total points |
| ---- | ---------------------------- | --- | --- | --- | --- | ---- | ------------ |
| 1    | SRC KAWASAKI FRANCE          | 40  | 62  | 1   | 29  | 13.5 | 145.5        |
| 2    | F.C.C. TSR HONDA FRANCE      | 51  | 3   | 25  | 30  | 28.5 | 137.5        |
| 3    | Suzuki Endurance Racing Team | 41  | 45  | 27  | 14  | -    | 127          |